# Kortstaartkameleons
Kortstaartkameleons (Brookesia) zijn een geslacht van kleine hagedissen uit de familie kameleons (Chamaeleonidae).
Alle soorten leven endemisch op het eiland Madagaskar ten zuidoosten van het vasteland van Afrika. Sommige soorten zijn alleen bekend van enkele omliggende eilanden. Alle soorten zijn overdag actief en leven op de bodem in de strooisellaag, de bodemlaag van bossen die voornamelijk bestaat uit afgevallen bladeren. Kortstaartkameleons slapen 's nachts in lagere delen van planten. Het zijn insecteneters die in een hinderlaag wachten tot prooien zich aandienen.
Kortstaartkameleons zijn in de regel bruin van kleur, in plaats van groen zoals de meeste kameleons. Alle soorten kennen een zeer goede camouflage, het lichaam doet sterk denken aan een verdord blad. De grootste soorten bereiken een lichaamslengte tot tien centimeter inclusief staart. De kleinste soorten echter worden nog geen drie centimeter lang inclusief staart en behoren tot de kleinst bekende gewervelde dieren. Het vermogen om van kleur te veranderen is zeer beperkt in vergelijking met andere groepen kameleons.
Het grootste deel van alle soorten kortstaartkameleons is pas in de jaren zestig tot de jaren negentig van de 20e eeuw voor het eerst wetenschappelijk beschreven.
Een aantal pas ontdekte kortstaartkameleons leeft in geïsoleerde of ontoegankelijke gebieden. De levenswijze van dergelijke soorten is nog niet goed onderzocht. Sommige soorten zijn wat bekender, zoals de pantserkameleon, die soms in de handel in exotische dieren wordt aangeboden. De meeste kortstaartkameleons hebben nog geen Nederlandstalige naam.

## Naamgeving

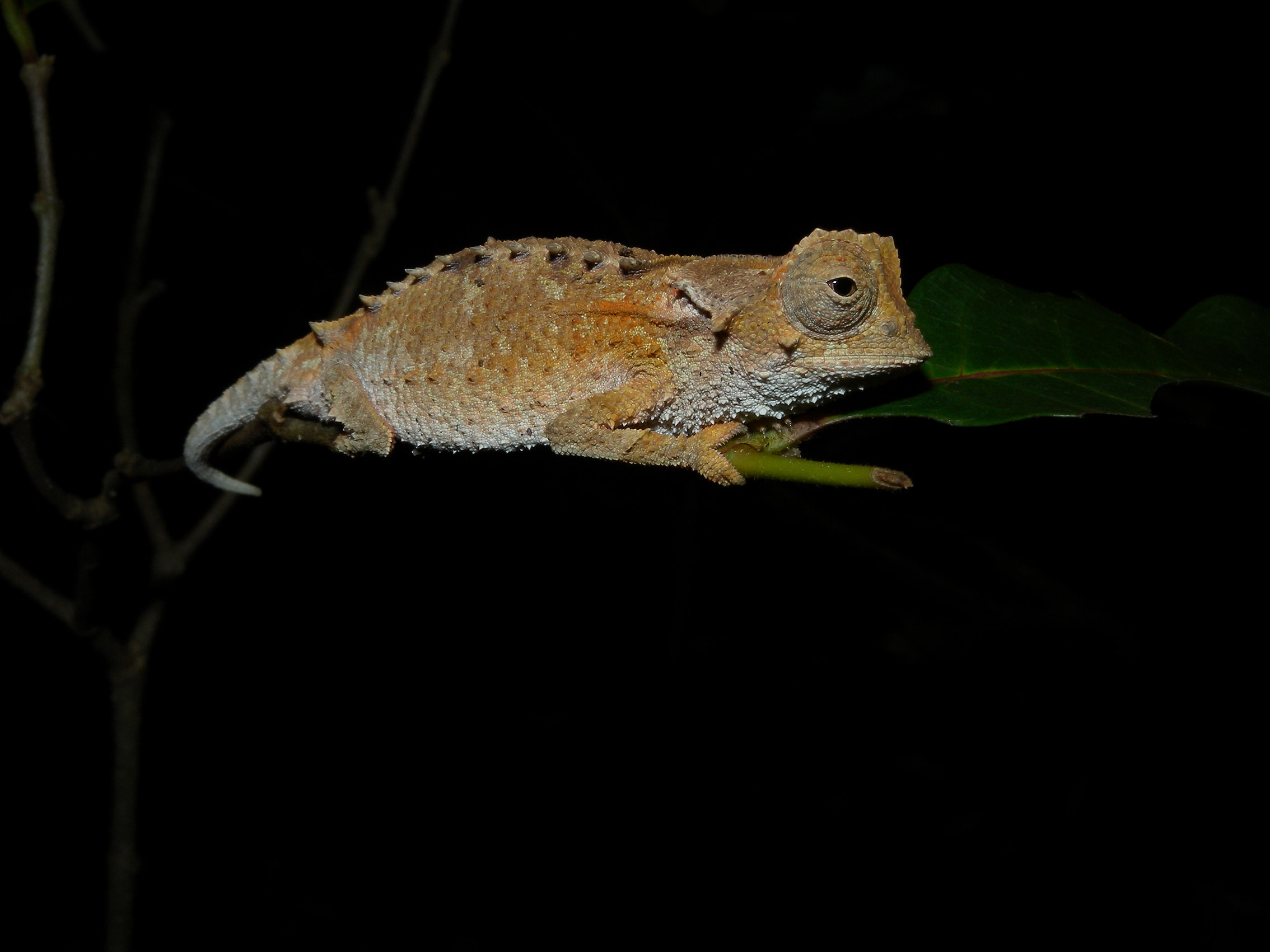
Decary's kortstaartkameleon (Brookesia decaryi) is vernoemd naar Raymond Decary.

Kortstaartkameleons staan ook wel bekend als stompstaartkameleons en kortstaartdwergkameleons. De Nederlandstalige naam kortstaart- of stompstaartkameleons slaat op de relatief zeer korte staart in vergelijking met andere kameleons.
Ook in veel andere talen wordt een dergelijke naam gebruikt, zoals het Duitse 'Stummelschwanzchamäleons' en het Zweedse 'korthalekameleoner'. In de Engelse taal worden de kameleons 'leaf chameleons' (bladkameleons) genoemd, ook de naam 'stumptailed chameleons' wordt gebruikt.
De geslachtsnaam Brookesia is een eerbetoon aan de Britse natuuronderzoeker Joshua Brookes (1761–1833). Veel soorten hebben een wetenschappelijke soortnaam die eveneens een wetenschapper eert. Voorbeelden zijn Decary's kortstaartkameleon (Brookesia decaryi) die vernoemd is naar Raymond Decary en de stekelkameleon (Brookesia stumpffi) die zijn soortnaam dankt aan Antonio Stumpff.
Andere soorten hebben een naam die verwijst naar hun verspreidingsgebied, zoals Brookesia antakarana, die werd aangetroffen in hetzelfde gebied als het volk Antakarana. Ten slotte zijn er ook soorten die vernoemd zijn naar een lichaamskenmerk, zoals de gestreepte Brookesia lineata (lineata = gestreept). De pantserkameleon (Brookesia perarmata) is voorzien van grote schilden op de huid en per-armata betekent 'sterk gepantserd'.
Enkele soorten kortstaartkameleons hebben een wetenschappelijke naam gekregen die slaat op het feit dat ze sterk bedreigd zijn. De soortnaam van Brookesia tristis betekent 'treurend' en die van Brookesia desperata betekent 'wanhopig'.
Brookesia tedi

## Verspreiding en habitat

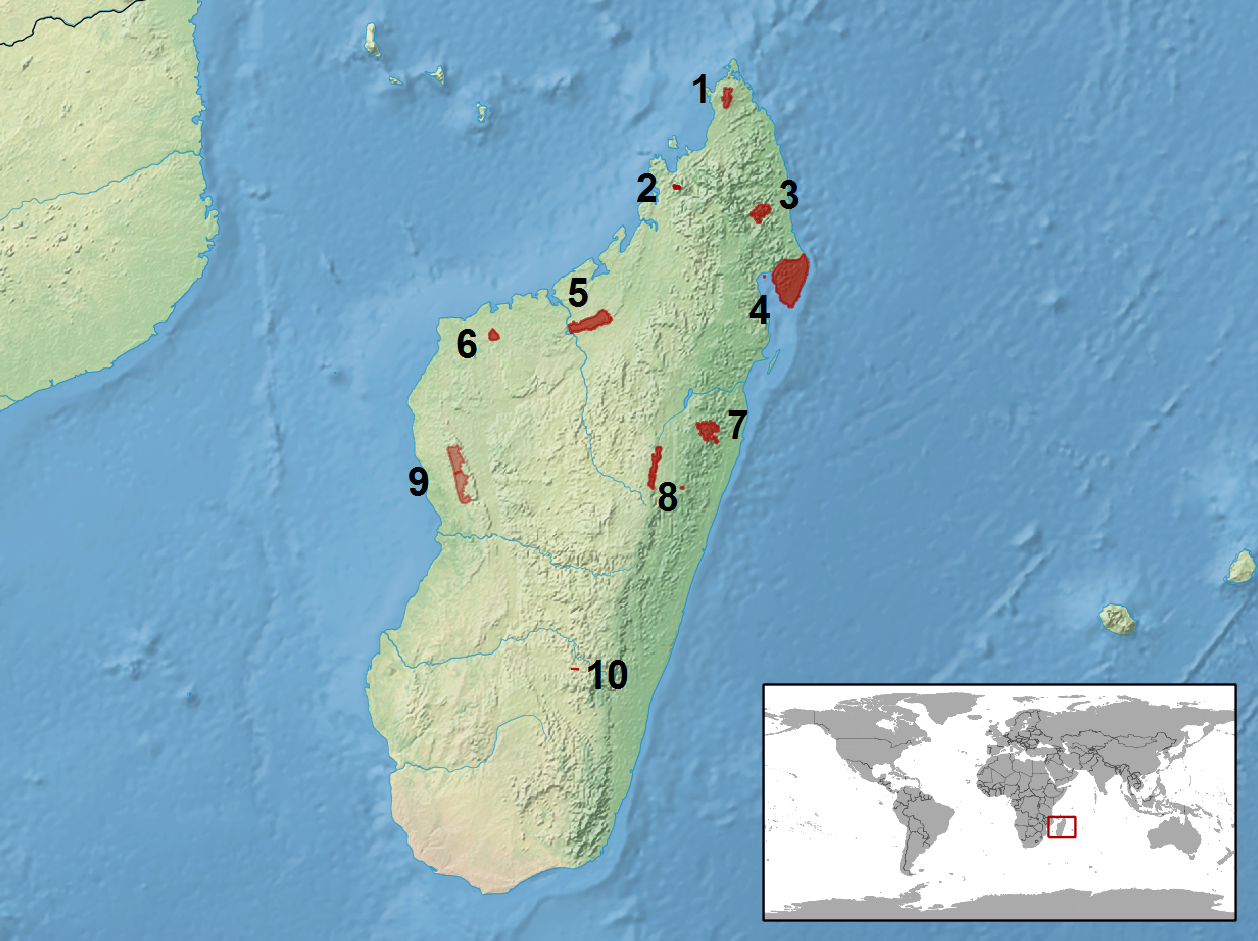
Verspreidingsgebieden van tien soorten in het rood. De verspreidingsgebieden van de soorten Brookesia peyrierasi en Brookesia ramanantsoai bestaan uit twee delen. Het verspreidingsgebied van Brookesia brunoi is sterk overdreven omdat het werkelijke areaal niet zichtbaar zou zijn op een kaart met deze schaal. Klik op de afbeelding voor een vergroting.

Het verspreidingsgebied verschilt sterk per soort, zie voor de verspreiding van alle soorten de tabel onderaan. Niet alleen de ligging van het areaal wijkt af, maar ook de grootte van het verspreidingsgebied en de populatiedichtheid van de verschillende soorten verschilt sterk. Ook de microhabitat kan heel verschillend zijn.
Kortstaartkameleons komen endemisch voor op het eiland Madagaskar. Ook andere kameleons komen vrijwel uitsluitend voor op Madagaskar, zoals vertegenwoordigers van de geslachten Calumma en Furcifer. Slechts enkele kortstaartkameleons zijn alleen bekend van omliggende eilandjes als Nosy Be. Van de soorten die op het hoofdeiland Madagaskar leven, komt het grootste deel uitsluitend voor in het noordelijke deel. Vrijwel alle soorten hebben een zeer klein verspreidingsgebied bestaande uit een enkele locatie.

### Grootte van het areaal
De grootte van het verspreidingsgebied verschilt sterk. De wenkbrauwkameleon bijvoorbeeld komt voor in een lange strook van het oosten van Madagaskar, bijna van het noorden tot het zuiden van het eiland. De grootte van het areaal wordt geschat op ongeveer 75.000 vierkante kilometer. De soort Brookesia brygooi heeft eveneens een groot areaal maar is juist te vinden in een groot deel van het westen van Madagaskar.
De soort Brookesia bonsi bijvoorbeeld is alleen bekend van Nationaal Park Tsingy de Namoroka. Het totale oppervlak van het verspreidingsgebied bedraagt volgens schattingen minder dan 100 vierkante kilometer. Bijna de helft van alle kortstaartkameleons is slechts van één enkele locatie bekend.

### Populatiedichtheid
Uit een onderzoek in 2010 door de Malagassische bioloog Joseph Christian Randrianantoandro bleek dat kortstaartkameleons vrij algemeen voor kunnen komen in vergelijking met andere kameleons.
De soort Brookesia brygooi is een van de meer algemene kortstaartkameleons. Van deze soort werd de populatiedichtheid in Menabe in westelijk Madagaskar geschat op 35 exemplaren per hectare. Hierbij werd geen verschil gevonden in gebieden die door de houtkap waren aangetast en oorspronkelijke bossen die niet door de mens zijn aangepast. In sommige delen van oorspronkelijke bossen werd zelfs geen enkel exemplaar van Brookesia brygooi aangetroffen.
Soorten uit het verwante geslacht Furcifer komen veel minder voor, het aantal exemplaren van de soort Furcifer labordi wordt geschat op gemiddeld 7,2 exemplaren. Van de soort Furcifer oustaleti werden gemiddeld 1,3 exemplaren per hectare aangetroffen.

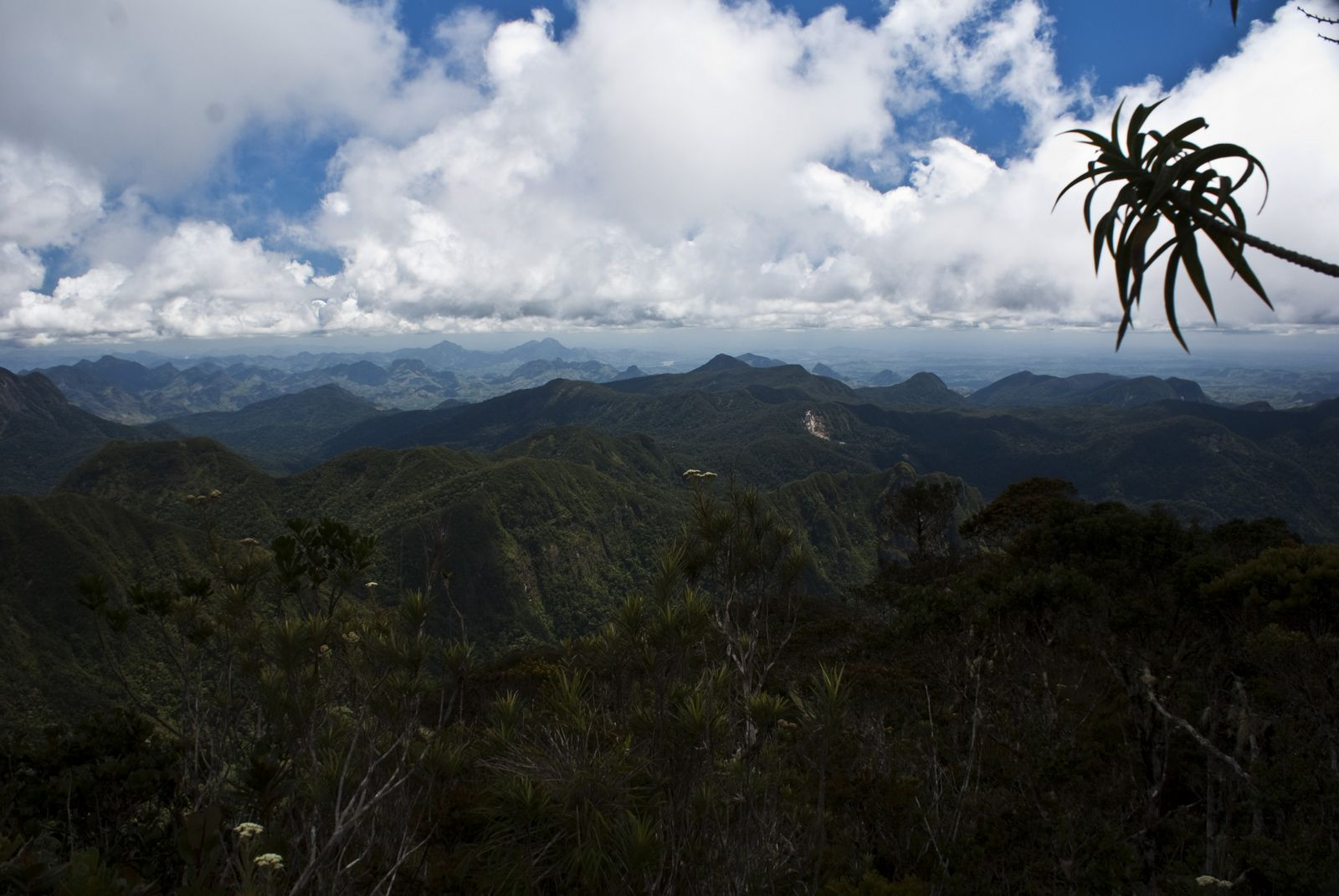
Nationaal park Marojejy is bergachtig en bebost, onder andere de soorten Brookesia vadoni, Brookesia thieli en de wenkbrauwkameleon (Brookesia superciliaris) kunnen hier worden aangetroffen.

In het natuurreservaat Tsingy de Bemaraha werd in 2008 een onderzoek gedaan naar het voorkomen van de verschillende soorten kortstaartkameleons. De soort Brookesia brygooi kwam het meest voor (444 exemplaren), gevolgd door Brookesia perarmata (192 exemplaren) en Brookesia exarmata (98 exemplaren). Kameleons uit andere geslachten die werden aangetroffen zijn Furcifer nicosiai (22 exemplaren) en Furcifer petteri (2 exemplaren). Brookesia brygooi werd het meest aangetroffen in door de mens aangetaste delen van het bos buiten het park. De pantserkameleon ontbrak hier volledig en werd voornamelijk aangetroffen in onaangetaste delen van het bos met een strooisellaag en lage begroeiing.

### Habitat
Kortstaartkameleons zijn typische bodembewoners die niet klimmen maar leven in de strooisellaag. Deze bestaat uit bladeren, takjes, mos en andere plantendelen. In de strooisellaag verschuilen de hagedissen zich en daarnaast leven er veel insecten die als voedsel dienen. De verschillende soorten leven in beboste gebieden met een hoge luchtvochtigheid. De luchtvochtigheid is een belangrijke factor; doordat ze zo klein zijn hebben kortstaartkameleons een relatief groot huidoppervlak wat ze gevoelig maakt voor uitdroging. In gebieden waar de luchtvochtigheid het gehele jaar door vrij laag is kunnen de dieren niet overleven. Een korte periode van lage luchtvochtigheid doorstaan ze door zich ondergronds te verschuilen. Als de eieren worden blootgesteld aan een omgeving met te weinig vocht, drogen ze uit en zijn ze niet levensvatbaar.
De meeste soorten leven in het tropisch regenwoud van laaggelegen gebieden op zeeniveau tot in vochtige bergbossen op een hoogte van bijna 2000 meter boven zeeniveau. Ook zijn verschillende soorten bekend van de drogere bossen in het zuiden en westen van Madagaskar.

## Uiterlijke kenmerken

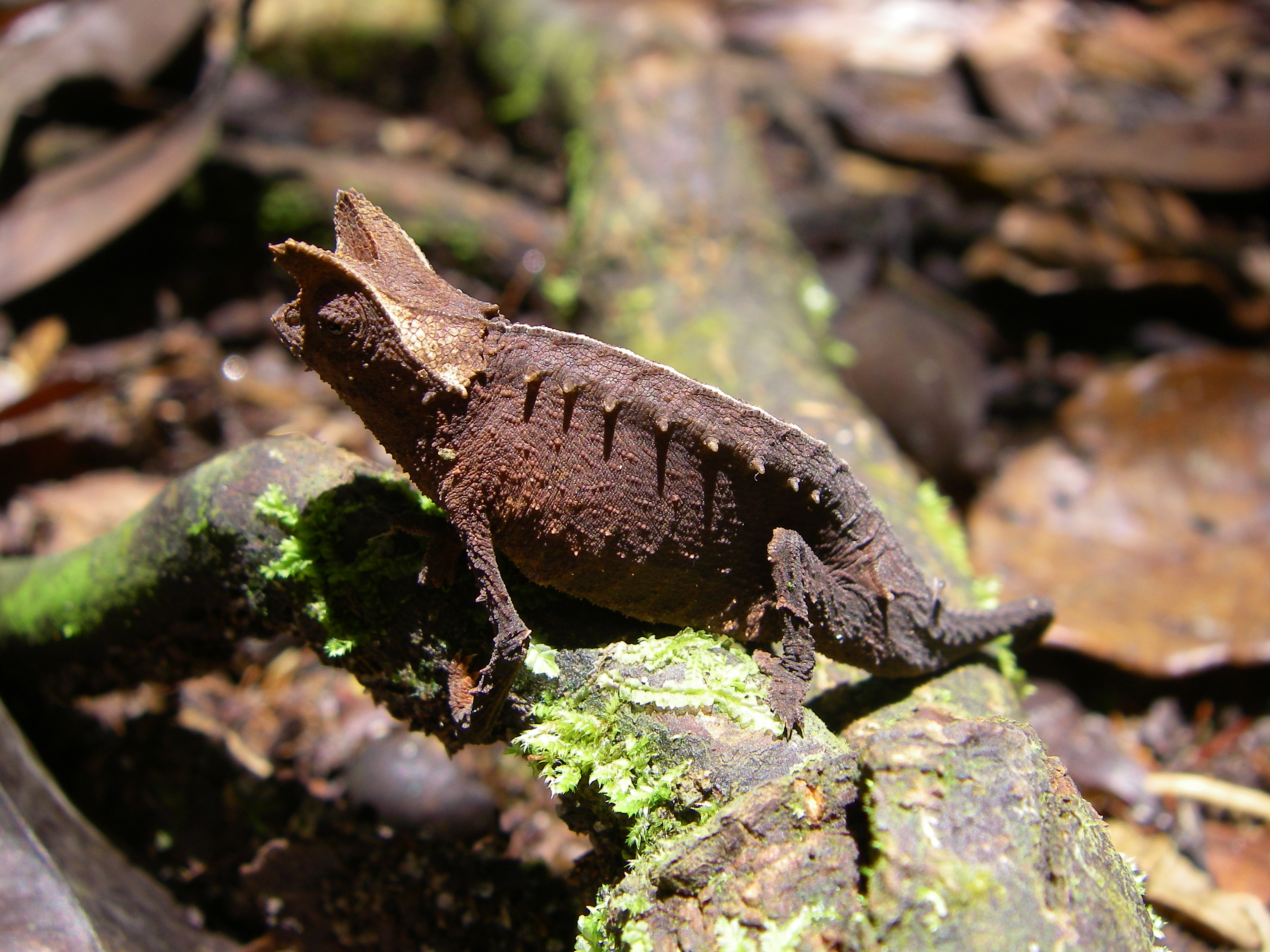
Wenkbrauwkameleon (Brookesia superciliaris).

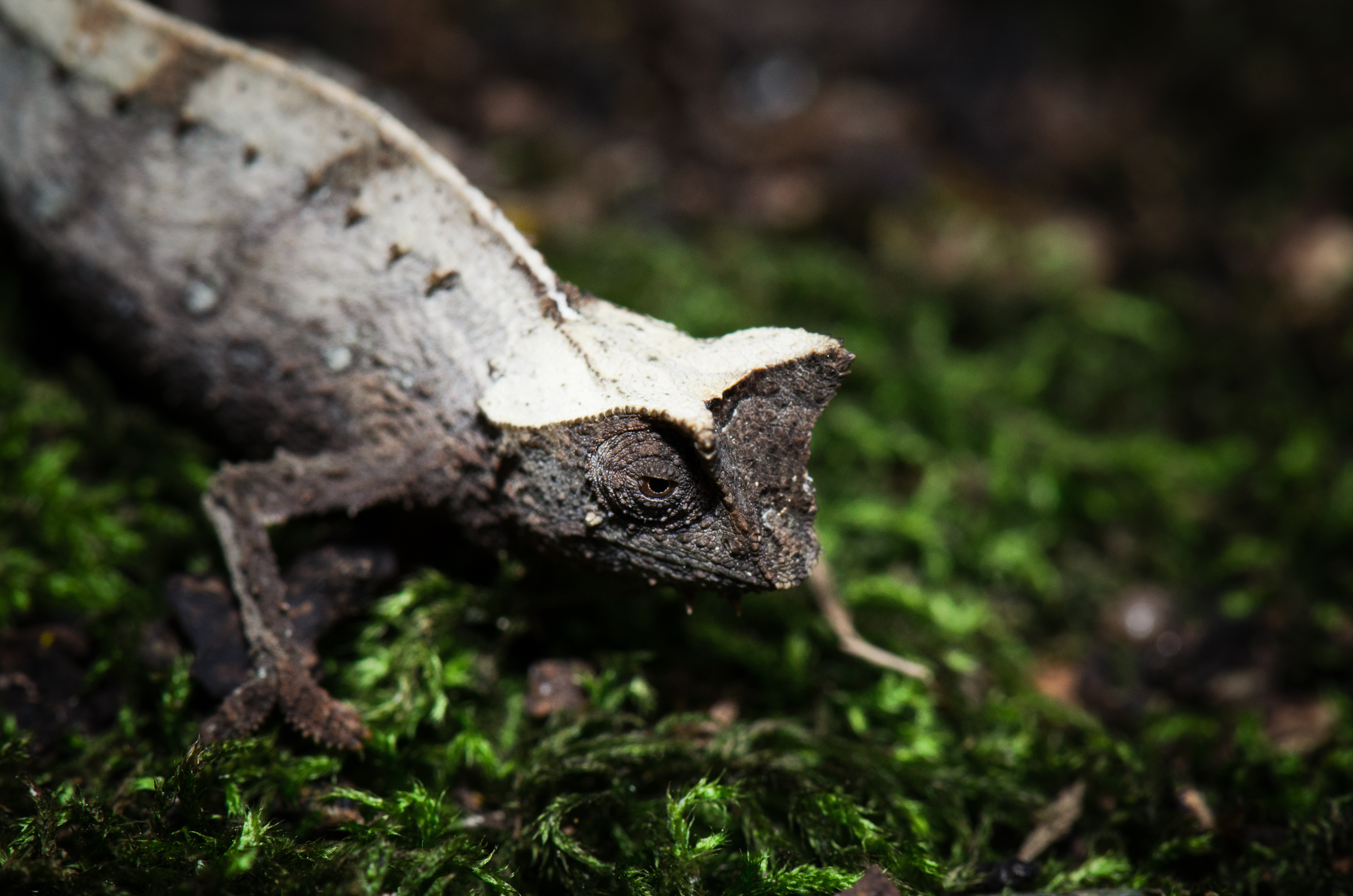
Kop van Brookesia thieli, met duidelijke kammen bovenaan de kop en een afwijkende dorsale kleur.

Kortstaartkameleons blijven allemaal klein, enkele soorten worden niet langer dan drie centimeter. De reden waarom de kortstaartkameleons zo klein zijn kan misschien verklaard worden door eilanddwerggroei. Als een roofdier op een eiland terechtkomt waar geen vijanden voorkomen en genoeg prooidieren voorhanden zijn, hebben de dieren de neiging om langzaam kleiner te worden. Dit proces gaat heel langzaam en voltrekt zich pas na duizenden generaties. Bij de soort Brookesia micra is dit mogelijk twee keer gebeurd. Deze allerkleinste vertegenwoordiger komt namelijk geïsoleerd voor op het eilandje Nosy Hara, ten noorden van het eiland Madagaskar.
Het lichaam is zijdelings afgeplat zoals bij de andere kameleons en ook de ogen zijn typisch kameleonachtig, ze kunnen onafhankelijk van elkaar bewegen. Het lichaam is op verschillende manieren aangepast om maar zo veel mogelijk op een verdord boomblad te lijken. Sommige soorten gaan volledig in hun omgeving op door huidflappen op kop en rug, bladrand-achtige rugkammen of nerf-achtige lichaamspatronen. Er zijn wel meer hagedissen die sprekend op bladeren lijken door een dergelijke lichaamsconfiguratie, zoals de eveneens in Madagaskar voorkomende bladstaartgekko's uit het geslacht Uroplatus.

### Kop
De kop is vaak afgerond en stomp, sommige soorten hebben een verlenging aan de voorzijde van de kop bestaande uit huidweefsel. Verharde hoorns komen soms voor bij andere kameleonsoorten maar bij de kortstaartkameleons ontbreken dergelijke uitsteeksels altijd. Ook andere voor kameleons karakteristieke kenmerken van de kop ontbreken bij de kortstaartkameleons, zoals de oorkwabben en ook een keelzak komt nooit voor.
Kortstaartkameleons hebben vaak wel kleine, bultachtige uitsteekseltjes op de kop. Alleen de pantserkameleon heeft duidelijke stekels op de kop. Alle andere soorten bezitten vaak rijen bultjes op de bovenzijde van de kop. Soms is een klein doorntje aanwezig boven het oog, die bij een aantal soorten is uitgegroeid tot een soort kam die aan wimpers doet denken. De wenkbrauwkameleon dank zijn naam aan een driehoekige huidflap boven ieder oog.
Het binnenoor van kortstaartkameleons heeft een speciale structuur die als evenwichtsorgaan dienstdoet. De kameleon kan met behulp van het binnenoor kleine veranderingen in de versnelling waarnemen. Hierdoor kan de kameleon met behulp van het oor zijn lichaamshouding verbeteren.

### Lichaam
Alle soorten blijven in vergelijking met andere kameleons zeer klein. De grootste soort is Brookesia perarmata, die een totale lichaamslengte tot elf centimeter bereikt. De kleinste soort is Brookesia micra, de mannetjes bereiken een maximale lichaamslengte tot 23,6 mm.
Vrouwtjes van Brookesia micra zijn met een maximale lichaamslengte zonder staart 19,9 millimeter lang en een van de kleinste amniote gewervelden ter wereld. Alleen sommige soorten kogelvingergekko's zoals Sphaerodactylus ariasae (max. 18 mm lichaamslengte) blijven nog kleiner. Brookesia micra is wel de kleinst bekende kameleon. Wetenschappers vermoeden dat gewervelde dieren niet kleiner kunnen worden dan de kleinste kortstaartkameleons, omdat complexe ogen niet mogelijk zijn bij nog kleinere dieren.

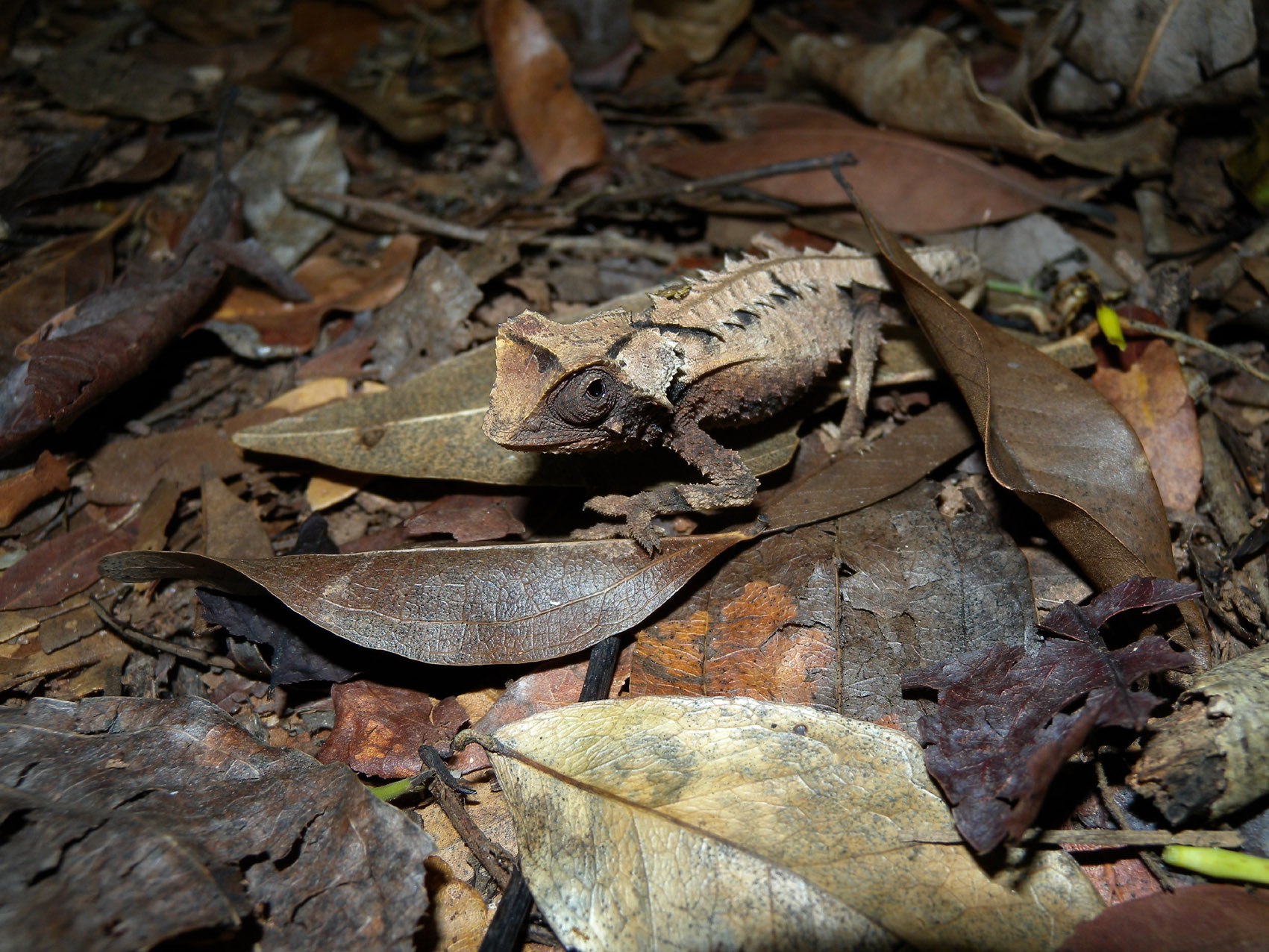
Alle soorten hebben een goede camouflage, afgebeeld is Decary's kortstaartkameleon (Brookesia decaryi).

De lichaamskleur is meestal bruin tot donkerbruin, met lichtere en donkere strepen of vlekken. De enige uitzondering is de in noordelijk Madagaskar levende soort Brookesia vadoni, die juist overwegend groen van kleur is.
Van veel andere kameleons is bekend dat ze drastisch van kleur kunnen veranderen, dit dient voornamelijk om met soortgenoten te communiceren. Kortstaartkameleons hebben slechts een zeer beperkt vermogen om van kleur te veranderen, ze kunnen alleen van licht- naar donkerbruin kleuren. Als ze zich bedreigd voelen kleuren ze donkerder en soms verschijnen vlekken of strepen op het lichaam. Van een echte kleuromslag is echter geen sprake. Als de dieren 's nachts slapen is de lichaamskleur aanmerkelijk lichter. De kameleons worden om deze reden vooral gedurende de nacht gevangen door onderzoekers omdat ze dan gemakkelijk te zien zijn als ze worden belicht.
Kortstaartkameleons hebben vaak stekelrijen, vergrote schubben of uitsteeksels op het lichaam. Deze dienen voornamelijk om het lichaam te camoufleren en niet ter verdediging of om af te schrikken. Brookesia vadoni is de enige uitzondering; de stekels van deze soort zijn zeer lang en naaldachtig in vergelijking met alle andere soorten. De stekels komen over het gehele lichaam inclusief de staart voor, op de onderzijde na.

Een andere soort die een opvallend uiterlijk heeft is Brookesia perarmata. Deze soort heeft rijen kleine, hoornachtige trosjes op het lichaam, zowel op de rug als de flanken. Het meest opvallend is de kop, die vele opstaande, verharde randen heeft. Deze zijn lichter van kleur dan de rest van de kop en het lichaam. Het geheel aan uitsteeksels aan de kop doet denken aan een soort helm.
Mannetjes zijn altijd kleiner dan vrouwtjes en dit is tevens het enige uiterlijke verschil. Bij een parend koppeltje is het sekseverschil makkelijk vast te stellen maar het geslacht van een individuele kortstaartkameleon is zeer moeilijk te bepalen. Bij andere groepen van kameleons hebben mannetjes vaak grotere stekels en kammen en zijn hieraan eenvoudig te onderscheiden van de vrouwtjes.

### Poten
De poten zijn relatief lang en dun maar weinig krachtig. Kameleons zijn niet in staat om snel weg te rennen, zoals bekend is van veel andere hagedissen. De poten zijn niet naast, maar onder het lichaam geplaatst. De poten zijn daardoor niet geschikt om te rennen maar wel om het dier over het sagittale vlak te bewegen. Hierbij wordt het lichaam gelijkmatig heen- en weer bewogen zodat het dier niet opvalt. De kortstaartkameleons zijn in vergelijking met andere kameleons erg langzaam en vertrouwen volledig op hun camouflage.
De ledematen zijn zo lang en dun dat ze eerder doen denken aan die van een insect dan aan de poten van een hagedis. Aan het einde van de poten zijn de vingers en tenen gelegen, die net zoals bij alle kameleons zijn omgevormd tot grijpklauwen. De vingers en tenen dragen nagels, bij kortstaartkameleons bestaan de nagels uit één geheel. Dit is een verschil met de soorten uit het geslacht Rhampholeon die een spleet aan het einde van de nagel hebben zodat het uiteinde van iedere nagel twee punten heeft. Deze vorm van de nagels wordt wel bicuspide genoemd, van het Latijnse bi- (twee) cuspis (uiteinde).
De onderzijde van de poten kan zowel glad zijn als voorzien van knobbels. De onderzijde van de poten heeft bij veel soorten een laagje dat bestaat uit zeer kleine haartjes die setae worden genoemd. Deze haartjes komen ook voor bij andere groepen zoals gekko's, die hierdoor op glas kunnen lopen. De haartjes zijn bij kameleons zoals de kortstaartkameleons lang niet zo efficiënt als bij de gekko's, maar dragen wel bij aan een betere grip op de ondergrond.

### Staart

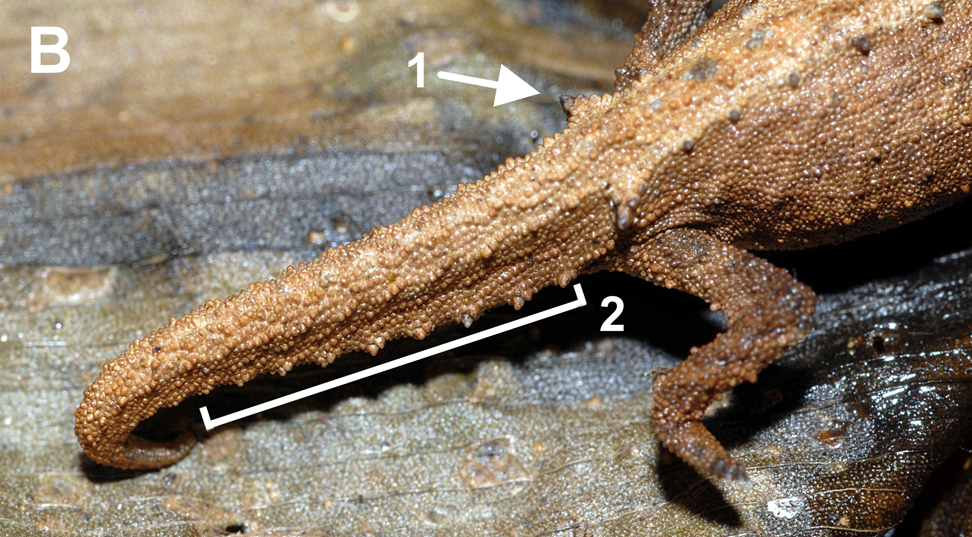
Stekels aan de staartwortel (1) en langs de staart (2) van de soort Brookesia desperata. De staart is aan het einde gekromd om contact met de ondergrond te maken.

Alle soorten hebben een relatief korte staart, hieraan is ook de naam te danken. De staart is altijd korter dan het lichaam, dit in tegenstelling tot de meeste hagedissen inclusief veel kameleons. Hagedissen hebben in de regel een staart die ten minste anderhalf tot twee keer de lichaamslengte bedraagt. Ook de gelijkende soorten uit het geslacht Rhampholeon hebben een kortere staart. De staart van de mannetjes is ongeveer dertig procent van de lichaamslengte.
De staart van de kortstaartkameleons is niet oprolbaar en kan niet of nauwelijks als een extra grijporgaan worden gebruikt. De staart speelt wel een rol in de voortbeweging van de kameleons. De staart is alleen aan het uiteinde zeer beweeglijk. Tijdens het lopen wordt de staart recht achteruit gehouden als tegengewicht. Enkel de punt van de staart dient om contact te maken met de ondergrond. De staartpunt wordt tijdens het lopen omlaag gekromd zodat deze de bodem raakt. Hierdoor kan de staartpunt beschouwd worden als een extra contactpunt met de bodem, een dergelijk gebruik van de staart is bij andere hagedissen niet bekend. Bij de gelijkende soorten uit het geslacht Rhampholeon is het gebruik van de staartpunt als extra ankerpunt nog niet onderzocht.
De staartpunt van de kortstaartkameleons is zo beweeglijk dankzij een aantal anatomische aanpassingen. De staart van kortstaartkameleons telt ongeveer 20 staartwervels wat aanzienlijk minder is in vergelijking met andere kameleonsoorten die meestal rond de 50 staartwervels bezitten. Daarnaast zijn de staartwervels van kortstaartkameleons kleiner en met name aan de staartpunt zijn minder wervels aanwezig dan in het voorste deel van de staart. De pezen aan de onderzijde van de staartpunt zijn beter ontwikkeld wat de beweeglijkheid van de staartpunt vergroot.
De soort Brookesia micra heeft een oranje achtereinde van de staart, althans de volwassen dieren. Andere kortstaartkameleons hebben een staartkleur die overeenkomt met de lichaamskleur.

## Voedsel en jacht
Kortstaartkameleons gaan meestal niet actief op zoek naar voedsel maar liggen in een hinderlaag te wachten tot een prooidier langskomt waarna deze wordt buitgemaakt. Soms worden prooien beslopen voor ze worden gegeten. De prooidieren worden visueel opgespoord, de kegelvormige ogen kunnen alle kanten opdraaien. Net als alle kameleons hebben kortstaartkameleons een lange schiettong die razendsnel naar buiten kan worden geschoten. Het prooidier wordt door het uiteinde van de tong gegrepen waarna de tong weer in de bek wordt gebracht.
Kortstaartkameleons eten kleine ongewervelde dieren zoals insecten en spinnen. Op het menu staan alleen zeer kleine prooien, zoals fruitvliegen, springstaarten en witte vliegen. Van de pantserkameleon (Brookesia perarmata) is bekend dat ook termieten worden gegeten. Ook andere kortstaartkameleons eten voor een belangrijk deel termieten, dergelijke soorten worden dan ook vaak in de buurt van termietennesten gevonden.
Van in gevangenschap gehouden soorten is bekend dat wormachtige prooien, zoals meelwormen en maden niet worden geaccepteerd als voedsel.

## Vijanden en verdediging

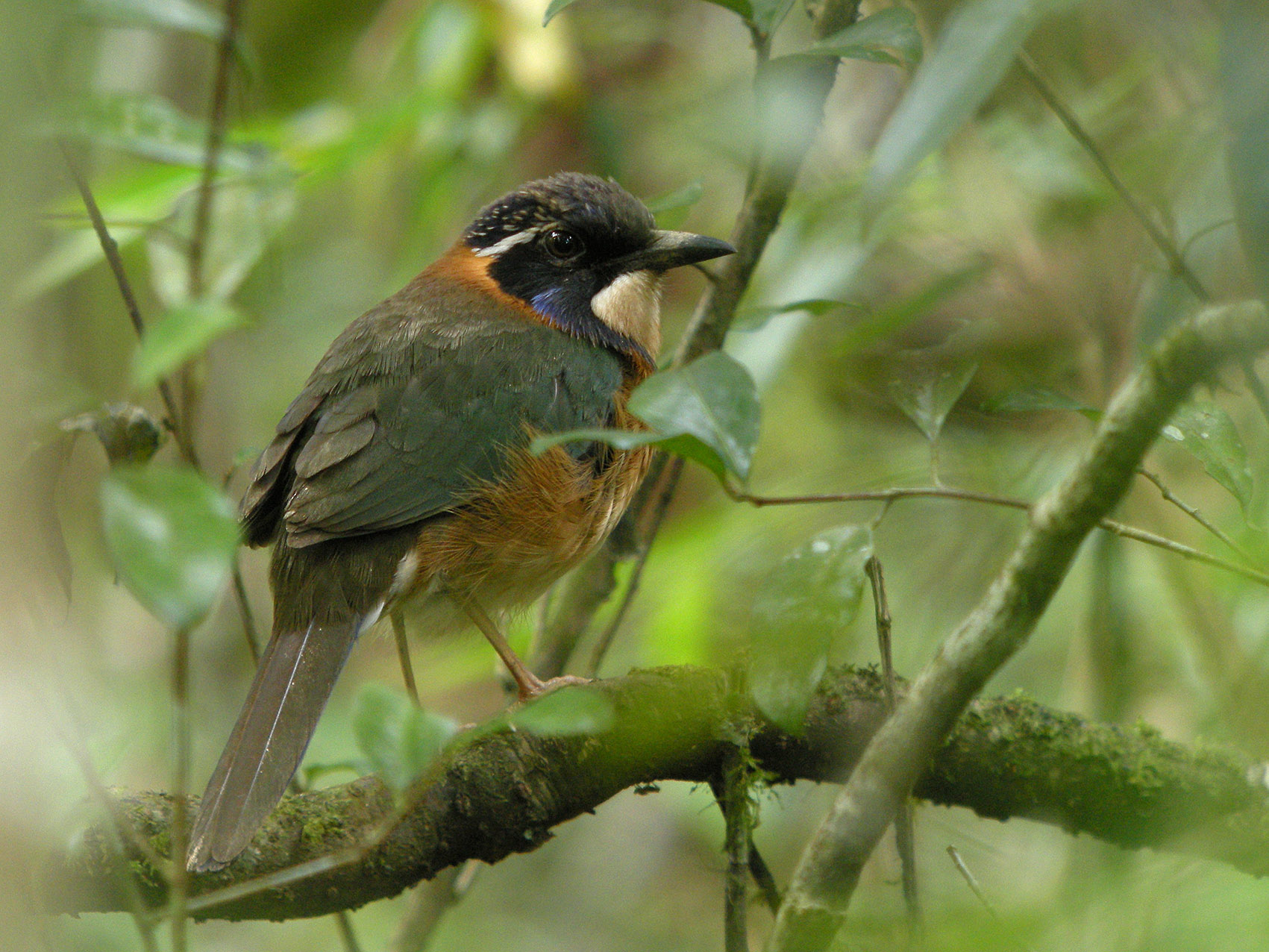
De blauwkopgrondscharrelaar is een belangrijke vijand van de kortstaartkameleons.

De belangrijkste predatoren van kameleons op Madagaskar in het algemeen zijn de madagaskarslangenarend (Eutriorchis astur) en de gebandeerde torenvalk (Falco zoniventris). Deze vogels eten echter voornamelijk grotere kameleons die in bomen en struiken leven.
Vijanden van specifiek de kortstaartkameleons zijn voornamelijk grondscharrelaars zoals de blauwkopgrondscharrelaar (Atelornis pittoides) en de gebandeerde grondscharrelaar (Brachypteracias leptosomus) en de haaksnavelvanga (Vanga curvirostris), die tot de vanga's behoort. De gebandeerde grondscharrelaar is de enige vogel die liever kortstaartkameleons eet dan soorten uit de geslachten Calumma en Furcifer.
Kortstaartkameleons kennen meestal alleen een vorm van passieve verdediging. Ze blijven vaak urenlang doodstil zitten en bewegen zich zeer langzaam. Om niet op te vallen worden de voor kameleons karakteristieke schommelde bewegingen gemaakt. Alle soorten blijven bovendien op de bodem of klimmen hooguit op dood hout dat op de bodem ligt. Alleen om te slapen worden lagere struiken uitgezocht. De kameleons slapen niet tussen de bladeren van planten en bomen, omdat hierin vijanden op zoek gaan naar prooien. Daarom kiezen ze kale takjes uit om op te zitten gedurende de nacht.
Kortstaartkameleons kunnen bij bedreiging niet snel wegrennen en zullen eveneens niet bijten als ze worden opgepakt. Andere kameleons reageren sissend of grommend en sperren de bek open om agressief van zich af te bijten. Bij de kortstaartkameleons komt dit gedrag nooit voor, ze blijven in eerste instantie altijd stil zitten. Uit waarnemingen van in gevangenschap gehouden dieren blijkt dat ze weinig stressgevoelig zijn. Als een predator dichterbij komt worden de ogen gesloten zodat deze niet opvallen. Bij verstoring laat de kameleon zich vallen en houdt zich dood. Hierbij worden de poten onder de buik gevouwen waarna de kameleon omvalt.
Van verschillende soorten is bekend dat ze het lichaam snel laten vibreren waarbij een zoemend geluid te horen is. Dit dient waarschijnlijk niet om grote roofdieren op afstand te houden maar om mieren die over het lichaam kruipen af te weren. Van een slapend exemplaar dat in gevangenschap werd gehouden is waargenomen dat het dier vibreerde toen er een voedselkrekel over het lichaam liep.

## Voortplanting en ontwikkeling

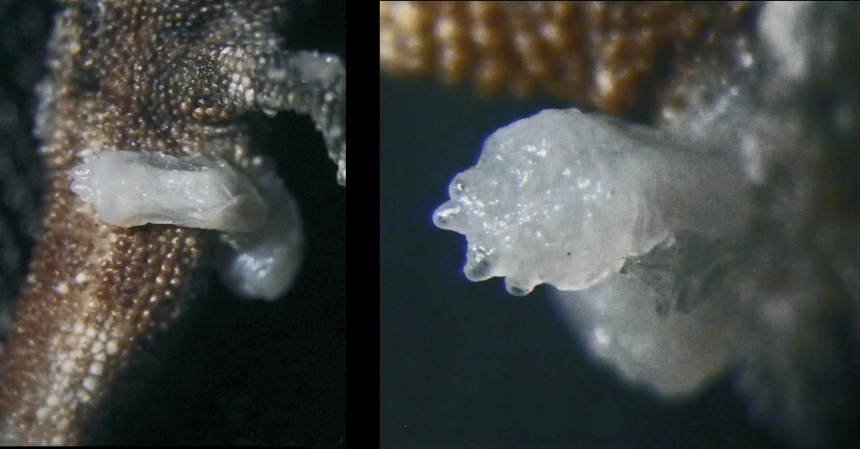
Hemipenis van Brookesia micra.

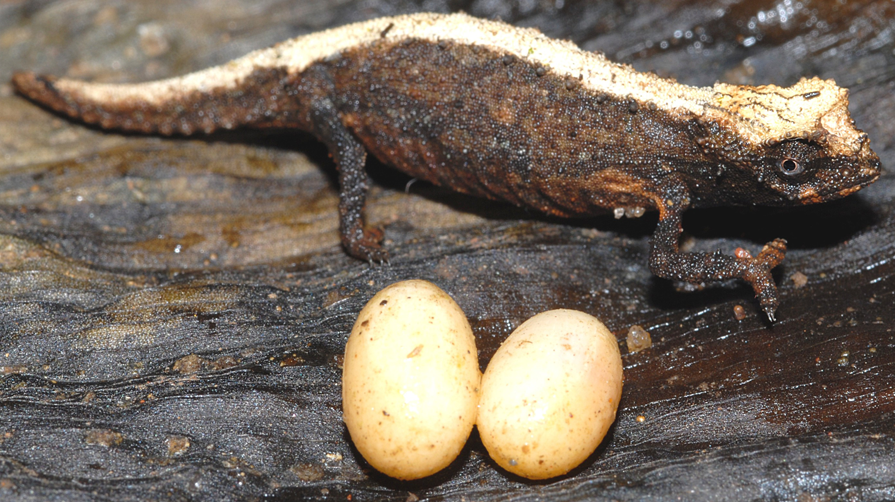
Vrouwtje van de soort Brookesia desperata met eieren. Het vrouwtje is gestrest, wat te zien is aan de donkere kleuren.

De paartijd start in het natte seizoen, vooral bij de soorten die in drogere gebieden leven.
Van een aantal soorten is beschreven dat er een paringsritueel wordt uitgevoerd door het mannetje. Dit ziet eruit als een soort dansje, waarbij het mannetje om het vrouwtje heen loopt terwijl schokkende bewegingen met het lichaam worden gemaakt en met de kop wordt geknikt. Als een vrouwtje niet paringsbereid is zal ze zijwaartse bewegingen maken om het mannetje af te weren. Een paringsbereid vrouwtje laat het mannetje zijn gang gaan zodat hij uiteindelijk op haar rug klimt. Een vrouwtje kan een mannetje meerdere dagen meedragen. De daadwerkelijk paring vindt vaak in de avond of nacht plaats. Tijdens de paring maakt het mannetje gebruik van zijn gevorkte hemipenis om contact te maken. Omdat de staart in de weg zit kan het mannetje zijn penis zowel van links als recht inbrengen. Van de wenkbrauwkameleon en de soort Brookesia brygooi is bekend dat de vrouwtjes het sperma kunnen opslaan zodat pas op een later tijdstip de eicellen bevrucht kunnen worden.
Alle soorten zijn eierleggend, de jongen worden in een ei afgezet en geen enkele soort is eierlevendbarend zoals voorkomt bij veel andere kameleons. Na ruim een maand worden door het vrouwtje eieren afgezet.
De eieren zijn verhoudingsgewijs vrij groot omdat de vrouwtjes zo klein blijven. De eitjes van Brookesia tristis hebben een doorsnede van 5,8 tot 5,9 millimeter terwijl het vrouwtje een lichaam van maximaal 24 millimeter heeft. De eieren worden niet begraven, het vrouwtje zet ze af tussen de bladeren van de strooisellaag. Sommige soorten hebben kleverige eieren die vastgeplakt worden onder stukken hout of onder mos. De incubatietijd is vaak drie maanden of meer, afhankelijk van de omgevingsomstandigheden zoals de temperatuur. Omdat de eieren tussen de rottende bladeren worden gedeponeerd, profiteren ze van de hogere temperaturen en luchtvochtigheid als gevolg van natuurlijke broei.
Als de embryo's in het ei volledig zijn ontwikkeld komen de jongen tevoorschijn. Bij de soort Brookesia tristis zijn de juvenielen die uit het ei kruipen ongeveer 14 millimeter lang en wegen na een week 0,03 gram. Wat betreft lichaamsvorm en -kleur lijken ze al op de ouderdieren.
Het aantal eieren hangt af van de soort en ook van de grootte van het vrouwtje. Oudere en grotere vrouwtjes zetten gemiddeld meer eieren af dan jongere of kleinere exemplaren. Van de pantserkameleon (Brookesia perarmata) is bekend dat een vrouwtje twee tot vijf eitjes afzet per legsel, en jaarlijks twee legsels produceert. Het ei van een kortstaartkameleon heeft een zachte, rubberachtige schaal en geen harde en kalkachtige, zoals de eieren van veel andere hagedissen.
Kortstaartkameleons die langere tijd in droge omgevingen leven houden een zogenaamde zomerslaap of estivatie. Deze periode waarin de dieren zich in een sluimerende toestand bevinden wordt ook wel torpor genoemd. Gedurende deze tijd wordt niet naar voedsel of een partner gezocht. De kameleon zoekt hierbij een beschutte plaats op of graaft een holletje in de grond en wacht op vochtiger tijden. Na een regenbui komen de dieren tevoorschijn.
Kortstaartkameleons ontwikkelen zich vrij snel; na vier tot vijf maanden zijn de dieren geslachtsrijp. De meeste soorten worden niet ouder dan twee jaar.

## Kortstaartkameleons en de mens

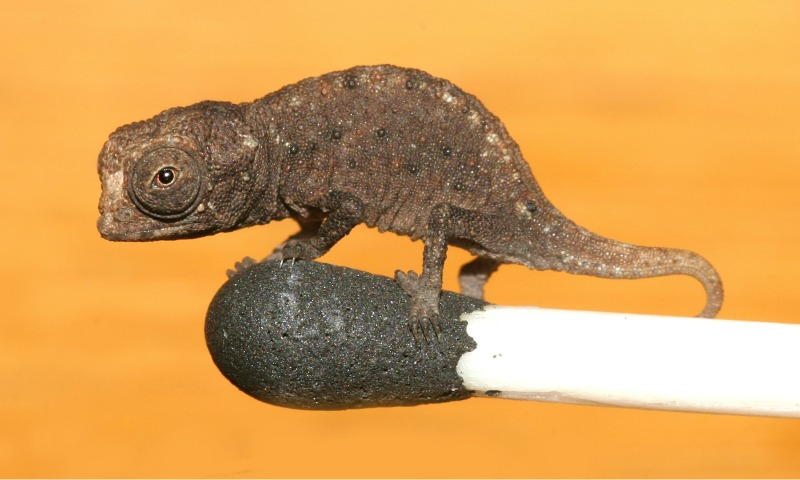
Deze foto van een kortstaartkameleon ging in 2012 de gehele wereld over. Afgebeeld is een jong exemplaar van Brookesia micra op de kop van een lucifer.

Kortstaartkameleons kwamen in 2012 kortstondig in het nieuws toen vier nieuwe soorten werden beschreven door een groep van biologen. Met name één soort, Brookesia micra, werd veelvuldig in de media genoemd omdat deze soort de kleinste bleek van alle kameleons en een van de kleinste gewervelden die op het land leven. Verschillende afbeeldingen werden vrijgegeven en gebruikt in krantenartikelen en op websites. In het bijzonder de foto's van een exemplaar op de kop van een lucifer en die op een vingernagel gingen de gehele wereld over.

### Bedreiging en bescherming
Er is veel onderzoek gedaan naar de verspreiding en de populatiegroottes van verschillende kameleons. Veel kortstaartkameleons zijn slechts bekend uit een relatief klein gebied op Madagaskar. Sommige soorten komen alleen voor op enkele eilanden in het noorden van het land. De relatief kleine oppervlakte van het areaal maakt ze kwetsbaar voor invloeden van de mens, zoals ontbossing. Op Madagaskar zijn grote delen van het oorspronkelijke bos gekapt, wat het leefgebied van de kameleons verkleint.
Niet alle kortstaartkameleons hebben een beschermingsstatus omdat sommige soorten pas recentelijk voor het eerst wetenschappelijk zijn beschreven. Nader onderzoek zal moeten uitwijzen of dergelijke soorten algemeen voorkomen of juist bedreigd zijn. De beschermingsstatus van alle soorten is opgenomen in de soortenlijst onderaan.
Niet alleen worden gebieden aangewezen als reservaat, ook worden bedreigde diersoorten zoals kortstaartkameleons op verschillende plaatsen gekweekt om ze later in het wild uit te zetten. Een dergelijk reservaat is het Peyrieras Reptile Reserve, vernoemd naar de Franse arts André Peyriéras. Onder andere de wenkbrauwkameleon en de Nosy Be-dwergkameleon zijn hier opgekweekt. Peyriéras ontdekte de soort Brookesia vadoni in 1968. Als eerbetoon voor zijn werk werden verschillende dieren naar Peyriéras vernoemd, waaronder ook een kortstaartkameleon; Brookesia peyrierasi.
Een van de bedreigingen is de jacht op de dieren voor de handel in exotische dieren. De kameleons worden in het wild gevangen en over de gehele wereld verscheept voor de verkoop aan verzamelaars. Veel soorten worden tegenwoordig beschermd dankzij een exportverbod zodat deze niet meer in de legale handel te krijgen zijn. Alle soorten kortstaartkameleons zijn door wetgeving beschermd door andere Convention on International Trade in Endangered Species of Wild Fauna and Flora (CITES). Op de rode lijst van CITES is de verkoop van alle soorten uitdrukkelijk verboden, op de pantserkameleon (Brookesia perarmata) na. De pantserkameleon mag echter alleen worden verhandeld met een speciale vergunning. Zonder een vergunning is ook het houden van deze soort verboden.

### In gevangenschap

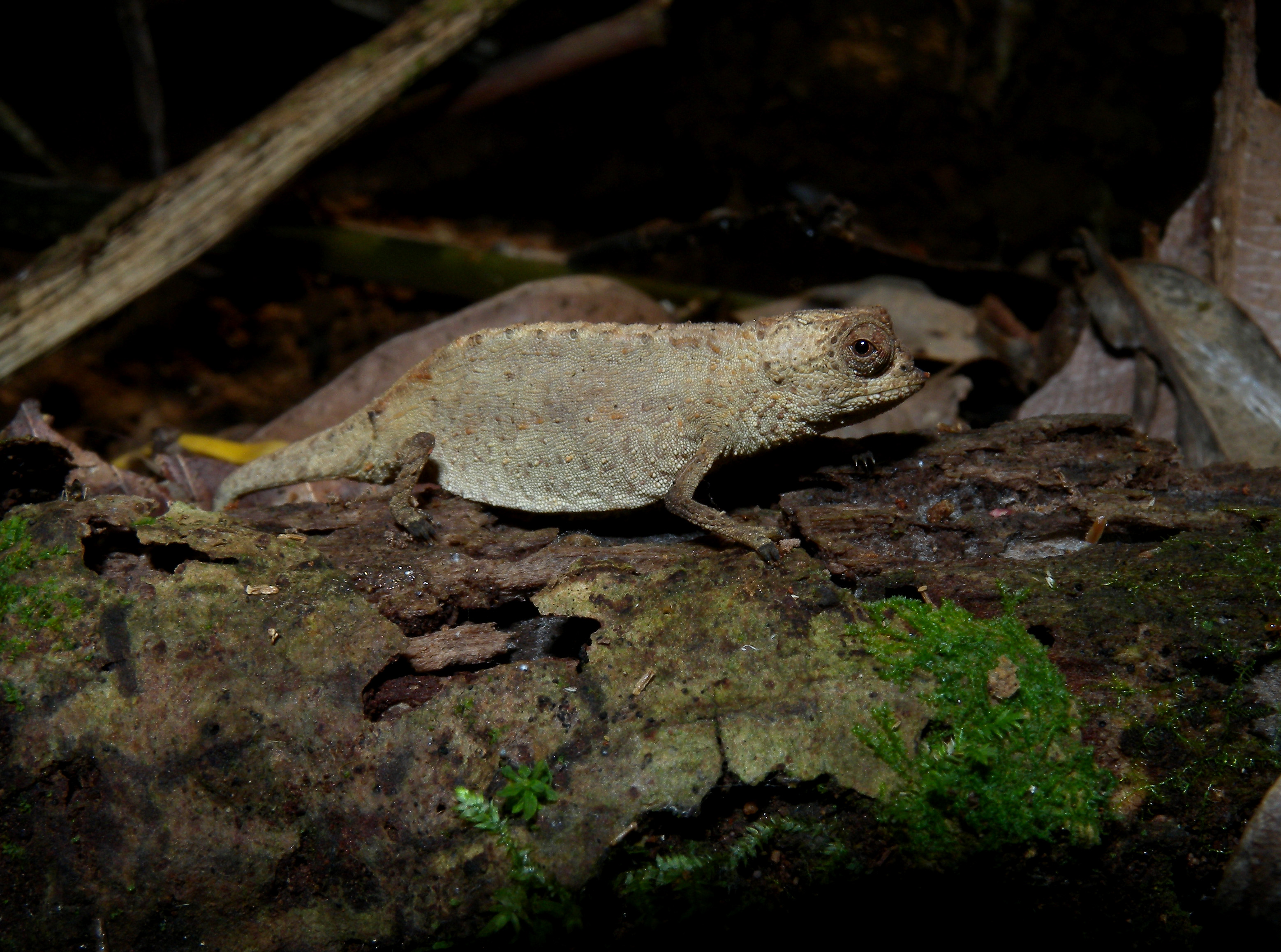
De Madagaskar-dwergkameleon (Brookesia tuberculata) wordt maximaal 19 millimeter lang exclusief staart.

Net als veel andere kameleons zijn sommige kortstaartkameleons populair als exotisch huisdier. Een aantal soorten wordt soms aangeboden in de dierenhandel. Kortstaartkameleons zijn veel zeldzamer in de dierenhandel in vergelijking met andere kameleons en zijn relatief prijzig. Voorbeelden van soorten die weleens in de handel opduiken zijn de soorten Brookesia perarmata, Brookesia stumpffi, Brookesia superciliaris en Brookesia thieli. De laatste drie soorten zijn alleen als nakweek te verkrijgen en zijn erg zeldzaam in de handel.
Kortstaartkameleons zijn niet aan te merken als beginnerssoorten maar voor wie de leefomstandigheden van kameleons goed weet na te bootsen zijn ze relatief makkelijk in leven te houden. Van sommige soorten zijn soms nakweekdieren beschikbaar die in gevangenschap zijn geboren. De meeste in de handel aangeboden exemplaren zijn echter wildvang, dus in de natuur gevangen dieren. Kortstaartkameleons zijn niet agressief tegen elkaar in gevangenschap zolang er enkele schuilplaatsen zijn waarin ze zich terug kunnen trekken. Tegenover andere dieren zijn ze zeer schuw. Vanwege hun rustige karakter kunnen kortstaartkameleons in het terrarium met verschillende andere amfibieën en reptielen worden gehouden, zoals kikkers uit het geslacht Mantella en kleinere soorten uit de hagedissengeslachten bladstaartgekko's (Uroplatus) en madagaskardaggekko's (Phelsuma).
Kortstaartkameleons hebben een vochtig en warm terrarium nodig, met schuilplaatsen en (kunst)planten. De luchtvochtigheid dient altijd boven de 70% te zijn. Het terrarium moet voorzien zijn takjes om over te lopen en van bladeren of mos op de bodem. Vooral voor de afzet van de eieren is mos of een ander vochtig substraat nodig.

De dieren kunnen gevoerd worden met fruitvliegen, kleine krekels en andere insecten. De kleinere soorten kunnen beter gevoerd worden met springstaarten, dit zijn zeer kleine insecten die men zelf kan kweken. Kortstaartkameleons zijn in eerste instantie vaak schuw; ze reageren op mensen door doodstil te blijven zitten. Na enige tijd wennen ze echter en kunnen op enig moment zelfs uit de hand gevoerd worden.

## Taxonomie en indeling

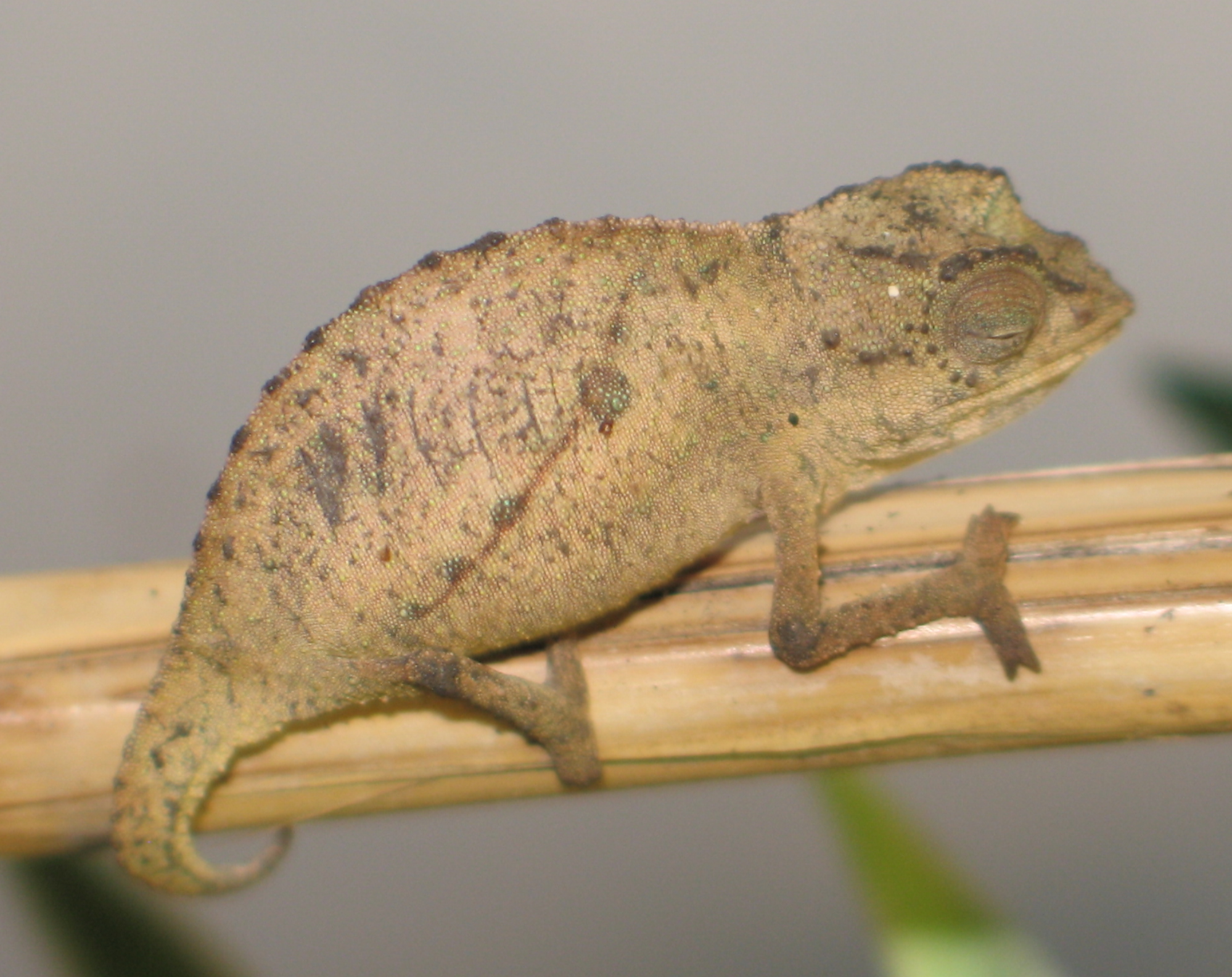
Soorten uit het geslacht Rhampholeon zijn sterk gelijkend, afgebeeld is Rhampholeon temporalis.

Kameleons worden wereldwijd vertegenwoordigd door 200 soorten in 12 geslachten. Vroeger werden de kameleons verdeeld in de 'echte' kameleons en de 'onechte' kameleons. Deze eerste groep werd als een aparte onderfamilie Chameoleoninae beschouwd en omvatte de grotere klimmende soorten. De kleinere boombewonende kameleons werden in de onderfamilie Brookesinae geplaatst. Deze indeling in onderfamilies is tegenwoordig echter verlaten.
Het geslacht Brookesia bestaat uit dertig verschillende soorten, soms verandert het soortenaantal echter. De soort Brookesia ambreensis wordt tegenwoordig niet meer erkend maar beschouwd als een synoniem van de soort Brookesia antakarana.
Met enige regelmaat worden nieuwe soorten ontdekt, zoals vijf soorten die in 2012 voor het eerst wetenschappelijk werden beschreven. De korstaartkameleon Brookesia tedi is pas sinds 2019 bekend. Dergelijke recent ontdekte soorten worden in de literatuur vaak nog niet vermeld.
De soorten uit het geslacht Rhampholeon (van het Griekse rhamphos-leon, vrij vertaald snavelleeuw) lijken uiterlijk sterk op de kortstaartkameleons. Ze zijn bruin, klein en hebben eveneens een zeer korte staart die niet als grijporgaan kan worden gebruikt. Lange tijd werd gedacht dat de twee geslachten sterk aan elkaar verwant zijn. Tegenwoordig weet men dat de twee groepen wel eenzelfde voorouder hebben maar als zustergroepen moeten worden gezien. Hun sterke uiterlijke gelijkenis is het gevolg van convergente evolutie.
Tot de jaren tachtig werden de Rhampholeon- soorten tot het geslacht Brookesia gerekend. Ze werden wel in een apart ondergeslacht geplaatst, de naam van de soort Brookesia spectrum bijvoorbeeld was toen Brookesia (Rhampholeon) spectrum. Later werden de soorten uit het ondergeslacht Rhampholeon als een apart geslacht gezien. Een tweede ondergeslacht, dat inmiddels niet meer wordt erkend, is Leandria. Onder andere de pantserkameleon (Brookesia perarmata) behoorde tot deze groep.
Er is soms verwarring als het gaat om de vigerende wetenschappelijke naam van sommige soorten. Een voorbeeld is de naamgeving van de soort Brookesia thieli, die afwisselend onder twee verschillende namen werd beschreven:
- Brookesia thieli — Brygoo & Domergue, 1969
- Brookesia antoetrae — Brygoo & Domergue, 1971
- Brookesia thieli — Glaw & Vences, 1994
- Brookesia antoetrae — Glaw & Vences, 1994
- Brookesia thieli — Nečas, 1999
- Brookesia antoetrae — Nečas & Schmidt, 2004

De geslachten Brookesia, Palleon, Rhampholeon en Rieppeleon vormen tegenwoordig de onderfamilie Brookesiinae. Het geslacht Rieppeleon is in 2004 afgesplitst van Rhampholeon. De soorten uit de geslachten Rieppeleon en Rhampholeon worden wel met bladkameleons aangeduid. Zij komen niet voor op Madagaskar maar leven op het continentale deel van Afrika, voornamelijk rond Malawi en Tanzania.
De twee soorten uit het geslacht Palleon zijn eveneens sterk verwant en werden tot 2013 ook tot de kortstaartkameleons gerekend. Omdat van deze twee soorten bekend is dat ze al lange tijd geleden zijn afgesplitst van de overige kortstaartkameleons, worden ze tegenwoordig tot een apart geslacht gerekend. De wetenschappelijke naam Palleon verwijst hiernaar en betekent 'oude leeuw' (Palae = oud en leon = leeuw).

### Onderlinge verwantschappen

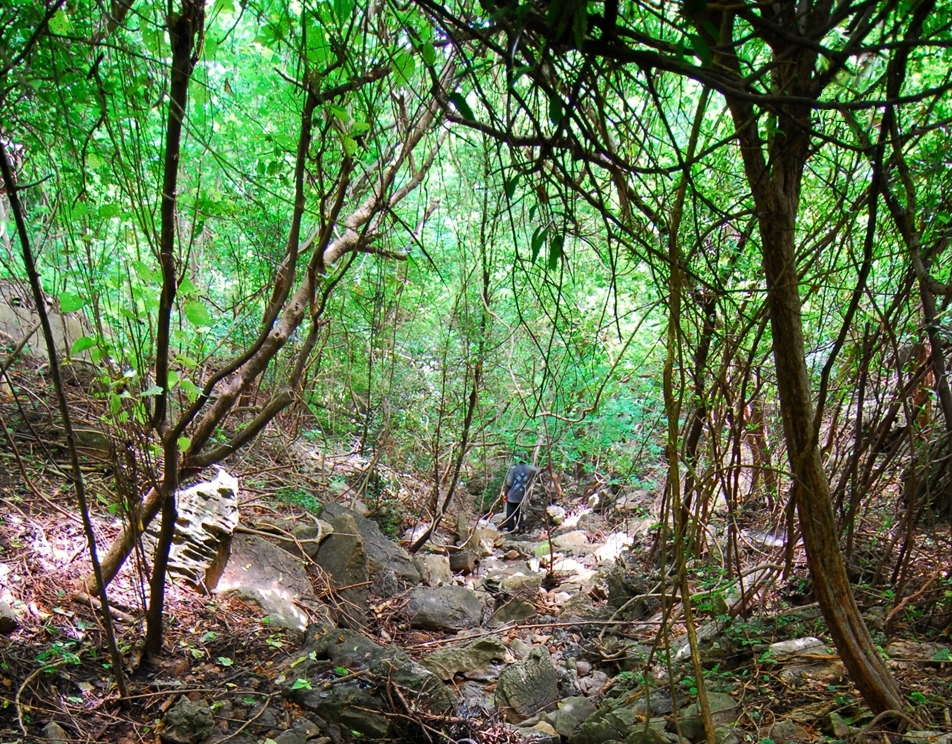
Natuurlijke habitat van Brookesia micra.

In 2012 werd een artikel gepubliceerd over de onderlinge verwantschappen tussen de kameleons. Hiertoe werden verschillende exemplaren gevangen in het wild en vervolgens bedwelmd door ketamine toe te dienen. De kameleons werden vervolgens gefixeerd in een ethanol-oplossing van 90 procent. Door weefselmonsters af te nemen hebben onderzoekers DNA kunnen extraheren uit de geconserveerde exemplaren. Op basis van specifieke verschillen in het DNA is een stamboom samengesteld van een grote groep kortstaartkameleons. Niet alle soorten zijn in deze stamboom opgenomen, van een aantal soorten zijn de onderlinge relaties nog niet bekend.
|  | B. ramanantsoai |
|  |                 |
|  | B. exarmata     |
|  |                 |
|  | B. dentata      |
|  |                 |

|  | B. minima                                                    |
|  |                                                              |
|  | \| \| B. karchei \| \| \| \| \| \| B. peyrierasi \| \| \| \| |
|  |                                                              |
|  | B. karchei                                                   |
|  |                                                              |
|  | B. peyrierasi                                                |
|  |                                                              |

|  | B. karchei    |
|  |               |
|  | B. peyrierasi |
|  |               |

|  | B. ramanantsoai |
|  |                 |
|  | B. exarmata     |
|  |                 |
|  | B. dentata      |
|  |                 |

|  | B. minima                                                    |
|  |                                                              |
|  | \| \| B. karchei \| \| \| \| \| \| B. peyrierasi \| \| \| \| |
|  |                                                              |
|  | B. karchei                                                   |
|  |                                                              |
|  | B. peyrierasi                                                |
|  |                                                              |

|  | B. karchei    |
|  |               |
|  | B. peyrierasi |
|  |               |

|  | B. tuberculata |
|  |                |
|  | B. confidens   |
|  |                |

|  | B. micra                                                    |
|  |                                                             |
|  | \| \| B. tristis \| \| \| \| \| \| B. desperata \| \| \| \| |
|  |                                                             |
|  | B. tristis                                                  |
|  |                                                             |
|  | B. desperata                                                |
|  |                                                             |

|  | B. tristis   |
|  |              |
|  | B. desperata |
|  |              |

|  | B. tuberculata |
|  |                |
|  | B. confidens   |
|  |                |

|  | B. micra                                                    |
|  |                                                             |
|  | \| \| B. tristis \| \| \| \| \| \| B. desperata \| \| \| \| |
|  |                                                             |
|  | B. tristis                                                  |
|  |                                                             |
|  | B. desperata                                                |
|  |                                                             |

|  | B. tristis   |
|  |              |
|  | B. desperata |
|  |              |

|  | B. ramanantsoai |
|  |                 |
|  | B. exarmata     |
|  |                 |
|  | B. dentata      |
|  |                 |

|  | B. minima                                                    |
|  |                                                              |
|  | \| \| B. karchei \| \| \| \| \| \| B. peyrierasi \| \| \| \| |
|  |                                                              |
|  | B. karchei                                                   |
|  |                                                              |
|  | B. peyrierasi                                                |
|  |                                                              |

|  | B. karchei    |
|  |               |
|  | B. peyrierasi |
|  |               |

|  | B. ramanantsoai |
|  |                 |
|  | B. exarmata     |
|  |                 |
|  | B. dentata      |
|  |                 |

|  | B. minima                                                    |
|  |                                                              |
|  | \| \| B. karchei \| \| \| \| \| \| B. peyrierasi \| \| \| \| |
|  |                                                              |
|  | B. karchei                                                   |
|  |                                                              |
|  | B. peyrierasi                                                |
|  |                                                              |

|  | B. karchei    |
|  |               |
|  | B. peyrierasi |
|  |               |

|  | B. tuberculata |
|  |                |
|  | B. confidens   |
|  |                |

|  | B. micra                                                    |
|  |                                                             |
|  | \| \| B. tristis \| \| \| \| \| \| B. desperata \| \| \| \| |
|  |                                                             |
|  | B. tristis                                                  |
|  |                                                             |
|  | B. desperata                                                |
|  |                                                             |

|  | B. tristis   |
|  |              |
|  | B. desperata |
|  |              |

|  | B. tuberculata |
|  |                |
|  | B. confidens   |
|  |                |

|  | B. micra                                                    |
|  |                                                             |
|  | \| \| B. tristis \| \| \| \| \| \| B. desperata \| \| \| \| |
|  |                                                             |
|  | B. tristis                                                  |
|  |                                                             |
|  | B. desperata                                                |
|  |                                                             |

|  | B. tristis   |
|  |              |
|  | B. desperata |
|  |              |

### Lijst van soorten
In de onderstaande uitklapbare tabel zijn alle soorten weergegeven, inclusief een korte beschrijving en een afbeelding van de soort en het verspreidingsgebied, indien beschikbaar.
| | |                                  |            |                     |
| --- | --- | -------------------------------- | ---------- | ------------------- |
| Naam                                                                                                 | Kenmerken | Beschermingsstatus               | Afbeelding | Verspreidingsgebied |
| Brookesia antakarana Raxworthy & Nussbaum, 1995                                                      | Uiterst noordelijk Madagaskar |                                  |            |                     |
| Brookesia bekolosy Raxworthy & Nussbaum, 1995                                                        | Noordelijk Madagaskar |                                  |            |                     |
| Brookesia betschi Brygoo, Blanc & Domergue, 1974                                                     | Delen van noordelijk Madagaskar. Beigeachtige kleur, tien paar stekels op de rug. Totale lengte tot 56 millimeter. |                                  |            |                     |
| Brookesia bonsi Ramanantsoa, 1980                                                                    | Noordwestelijk Madagaskar. Komt ook voor in drogere streken. |                                  |            |                     |
| Brookesia brunoi Crottini, Miralles, Glaw, Harris, Lima en Vences, 2012                              | Delen van het zuidelijke deel van Centraal-Madagaskar |                                  |            |                     |
| Brookesia brygooi Raxworthy & Nussbaum, 1995                                                         | Brede en lange kuststrook in het westen van Madagaskar. Lichaamslengte acht centimeter inclusief staart. Komt ook voor in drogere streken. |                                  |            |                     |
| Brookesia confidens Glaw, Köhler, Townsend & Vences, 2012                                            | Noordelijk Madagaskar. Totale lichaamslengte tot 37 millimeter. |                                  |            |                     |
| Decary's kortstaartkameleon (Brookesia decaryi) Angel, 1939                                          | Noordoostelijk Madagaskar. Komt ook voor in drogere streken. De bovenzijde van het lichaam is afgeplat, de onderzijde is donkerder. |                                  |            |                     |
| Brookesia dentata Mocquard, 1900                                                                     | Delen van noordwestelijk Madagaskar. Bruin tot grijs, zeven tot acht paar stekels op de rug. Totale lengte tot 43 millimeter. |                                  |            |                     |
| Brookesia desperata Glaw, Köhler, Townsend & Vences, 2012                                            | Delen van noordelijk Madagaskar. |                                  |            |                     |
| Brookesia ebenaui Boettger, 1880                                                                     | Noordelijk deel van de punt van Madagaskar. Maximale lichaamslengte tot 47 mm. |                                  |            |                     |
| Brookesia exarmata Schimmenti & Jesu, 1996                                                           | Delen van westelijk Madagaskar. Lichaamslengte tot 45 mm. Bruine kleur, rond lichaam met kleine kop. |                                  |            |                     |
| Brookesia griveaudi Brygoo, Blanc en Domergue, 1974                                                  | Delen van noordelijk Madagaskar. |                                  |            |                     |
| Brookesia karchei Brygoo, Blanc en Domergue, 1970                                                    | Delen van noordelijk Madagaskar. Maximale lichaamslengte tot 37 mm. Negen tot elf paar stekels op de rug. |                                  |            |                     |
| Brookesia lambertoni Brygoo en Domergue, 1970                                                        | Delen van het oostelijke deel van Centraal-Madagaskar. Grijze kleur, dertien stekelrijen op de rug. Totale lengte tot 68 millimeter. |                                  |            |                     |
| Brookesia lineata Raxworthy enNussbaum, 1995                                                         | Noordelijk Madagaskar. |                                  |            |                     |
| Brookesia micra Glaw, Köhler, Townsend & Vences, 2012                                                | Eiland Nosy Hara, noordelijk Madagaskar. Mannetjes bereiken een maximale lichaamslengte tot 23,6mm. |                                  |            |                     |
| Nosy Be-dwergkameleon (Brookesia minima) Boettger, 1893                                              | Noordelijk Madagaskar. Bruine kleur, mos-achtige lichaamstekening. |                                  |            |                     |
| Brookesia nana Glaw et al., 2021                                                                     | Noordelijk Madagaskar. Totale lichaamslengte tot 28,9 mm, vrouwtjes groter dan mannetjes (21,6 mm). |                                  |            |                     |
| Pantserkameleon (Brookesia perarmata) Angel, 1933                                                    | Het westelijke deel van Centraal-Madagaskar. Komt ook voor in drogere streken. Grootste soort, totale lengte tot 11 cm. |                                  |            |                     |
| Brookesia peyrierasi Brygoo & Domergue, 1974                                                         | Noordoostelijk Madagaskar. Bruine kleur, totale lengte tot 41 millimeter. Geen stekels op de rug. |                                  |            |                     |
| Brookesia ramanantsoai Brygoo & Domergue, 1975                                                       | Centraal-oostelijk Madagaskar. Donkerbruin lichaam, vier tot zes kleine stekels op de rug. Totale lengte tot 43 mm, waarvan 18 mm staart. |                                  |            |                     |
| Stekelkameleon (Brookesia stumpffi) Boettger, 1894                                                   | Kuststrook van noordelijk tot noordwestelijk Madagaskar en de eilanden Nosy Be, Nosy Komba en Nosy Sakatia. Komt ook voor in drogere streken. Bruine kleur, stekels aan weerszijden van de staartwortel. Lichaamslengte tot 8,6 cm, waarvan tot 3,9 cm bestaat uit de staart. |                                  |            |                     |
| Wenkbrauwkameleon (Brookesia superciliaris) Kuhl, 1820                                               | Lange strook in oostelijk Madagaskar. Totale lengte maximaal 83 millimeter. Bruin van kleur met rijen bultjes op de rug. |                                  |            |                     |
| Brookesia tedi Mark D. Scherz, Jörn Köhler, Andolalao Rakotoarison, Frank Glaw & Miguel Vences, 2019 | Noordoostelijk Madagaskar. | Onbekend; recentelijk beschreven |            |                     |
| Brookesia therezieni Brygoo & Domergue, 1970                                                         | Oostelijk Madagaskar, van het noorden tot het centrale deel. |                                  |            |                     |
| Brookesia thieli Brygoo & Domergue, 1969                                                             | Een groot deel van noordoostelijk Madagaskar. Totale lengte tot 73 millimeter. Elf paar stekelrijen op de rug. |                                  |            |                     |
| Brookesia tristis Glaw, Köhler, Townsend & Vences, 2012                                              | Noordelijk Madagaskar. Lichaamslengte tot 37 millimeter. |                                  |            |                     |
| Madagaskar-dwergkameleon (Brookesia tuberculata) Mocquard, 1894                                      | Uiterlijk noordelijkste deel van Madagaskar. Bruin van kleur, maximale lengte ongeveer vier centimeter, een van de kleinste soorten. |                                  |            |                     |
| Brookesia vadoni Brygoo & Domergue, 1968                                                             | Noordelijk Madagaskar. Lichaam groen tot bruin, 19 paar stekels op de rug en de staart. |                                  |            |                     |
| Brookesia valerieae Raxworthy, 1991                                                                  | Een klein deel van noordelijk Madagaskar. |                                  |            |                     |